# Ubaldo Ceccarelli
Ubaldo Ceccarelli (Pisa, 25 aprile 1862 – ...) è stato un basso italiano.
Nacque in Via S. Michele in Pisa dove visse a lungo con la sua famiglia.
Fin da giovanissimo si dedicò allo studio della musica e ben presto fu ammesso a far parte della banda cittadina in qualità di clarinettista. Il grande amore per la musica lo indusse in seguito a frequentare il Conservatorio musicale di Parma dove si diplomò in pianoforte e composizione, ma la sua grande passione, il canto, prese ben presto il sopravvento.
Debuttò quindi nella sua città, presso l'Arena Federighi (l'odierno Stadio Romeo Anconetani) nel 1885 nel ruolo di Silva nell'Ernani, all'età di soli 25 anni.
Di lì incominciò una lunga e proficua carriera, che inizialmente lo vide componente dell'impresa di canto Sieni, in Spagna (compreso il Grand Teatro Liceu di Barcellona), e dell'impresa Antonelli in America Latina. Lo scrittore giornalista Arturo Birga del Telegrafo scrisse:
Al Teatro Verdi di Pisa fu tra gli interpreti della stagione di Quaresima del 1901 nell'Otello di Verdi, insieme a un giovanissimo Titta Ruffo e interprete di Ernani, che lo vide ottimo protagonista nel suo ruolo più congeniale. Fino al 1923 cantò in moltissimi teatri italiani e stranieri (Argentina, Francia, Svizzera, Austria). Poiché fu spesso interprete di ruoli minori, si sono conservate poche notizie riguardanti la sua lunga carriera.
Fu artista poliedrico nel campo della musica e del melodramma: nel corso della sua lunga attività ebbe modo di comporre alcuni brani, tra cui Coro di Maggio, che la Corale pisana ha interpretato in numerosi concerti lungo l'Italia, e le canzoni È morta e Son lontana da te, due cavalli di battaglia del baritono pisano Lelio Casini ad inizio carriera.
Al termine della carriera artistica si dedicò all'insegnamento della musica e del canto. Morì intorno agli anni cinquanta del XX secolo.

## Alcuni appunti sulla sua carriera
1885 - Debutto
- Pisa (Arena Garibaldi ex Federighi) - Ernani - Ruolo: Conte Da Silva;

1890
- 8 gennaio - Parma (Teatro Regio) - Aida - Ruolo: Il Re (Cointerpreti: N. Gabbi, E. Leonardi, V. Ghilardini, E. Salto, F. Signorini, M. Sammarco, G. Beltramo - Dir. A. Conti) - 14 Rec.;

1891
- ? - Venezia - L'italiana in Algeri - Ruolo: Mustafà;
- 4 luglio - Stagione d'estate - Venezia (Gran Teatro La Fenice) - La Cenerentola - Ruolo: Alidoro (Coint.: Guerrina Fabbri (Angelina), Dina Levi (Tisbe), Osanna Quarenghi (Clorinda), Angelo Chinelli (Don Ramiro), Agostino Carbone (Don Magnifico), Antonio Pini Corsi (Dandini) - Dir. Francesco Spettrino - 4 Rec.;

1893
- 10 settembre - Pisa (Teatro Nuovo, futuro Verdi) - Concerto lirico - Interpreti: Alfredo Papi (tenore), Oreste Benedetti (baritono) e Ubaldo Ceccarelli (basso);
- 22 ottobre - Pisa (Teatro Politeama) - Concerto lirico - Interpreti: Lorella (soprano), Giovannetti (tenore), Polifonte Scamuzzi (baritono), Ubaldo Ceccarelli (Basso);
- 24 ottobre - Pisa (Teatro Politeama) - Concerto lirico - Interpreti: Menni (tenore), Valli (baritono) e Ubaldo Ceccarelli (basso);

1899
- Ottobre - Genova (Politeama Genovese) - L'Africana (di Giacomo Meyerbeer) (Coint.: Isabella Paoli, Maria Cavallini, Luigi Ceccarelli, Ignazio Tabujo, Antonio Volponi);

1900
- 17 ottobre - Rovigo (Teatro Sociale) - Andrea Chénier - Ruolo: Roucher (coint.: D.Bassich, O.Mieli, G.Borghi - Dir. G.Falconi);

1901
- 2 marzo - Pisa (Teatro Verdi) - Otello - Ruolo: Roderigo (Coint.: Matilde Maragliano, Eugenio Galli, Titta Ruffo - Dir. Bracale);
- 19 marzo - Pisa (Teatro Verdi) - Ernani - Ruolo: Silva (Coint.: A.Stinco Palermini, Emanuele Ischierdo, Titta Ruffo, Ester Petrocchi, Cesare Di Ciolo Dir. Bracale);
- 2 aprile - Pisa (Teatro Verdi) - Concerto di beneficenza Pro Patronato scolastico (Coint.: Maria Sirti (soprano), Titta Ruffo, al piano Mary Rosselli Nissim);

1902
- 19 febbraio - Pisa (Teatro Verdi) - Samson et Dalila (Camille Saint-Saëns) - Ruolo: Albimelech (Coint.: A.Parsi Pettinella, Ottorino Lunardi, Roberto Moor - Dir. Egisto Tango) - 10 Rec.;
- febbraio - Pisa (Teatro Verdi) - Carmen - Ruolo: Zuniga (coint.: Parsi Pattinella, O.Lunardi, A.Moor, Cecchini, S.Corona - Dir. E. Tango);

1903
- febbraio - Pisa (Teatro Verdi) - Germania (Alberto Franchetti) - Ruolo: Crisogono (Coint.: E.Canovas, I.Merighi, M.Maurini, V.Ardito - Dir. A.Bovi);
- febbraio - Pisa (Teatro Verdi) - Tosca - Ruolo: Il sacrestano (coint.: Canovas, Acerbi, Ardito - Dir. G.Puccetti) - 6 Rec.;

1904
- 4 e 5 giugno - Buenos Aires (Teatro Politeama Argentino) - Khrysé (di Arturo Benetti) - Ruolo: Nankrate - (coint.: Amadea Santarelli (Khrypsé), Sofia Aifòs (Seso e Rhodis), Giuseppina Giaconia (Bakkis), Maria Verger (Tyfera), Amedeo Bassi (Demetrio), Aristide Anceschi (Frasilia), F.Bibbiani (Filodemo) - Dir. Arnaldo Conti);
- luglio - Buenos Aires - Concerto Lirico - Con l'orchestra italiana, Dir. A. Conti;

1905
- Reggio Emilia (Teatro Municipale) - Samson et Dalila (M.Pozzi, G.Lunardi, E.Corma - Dir. E.Tango);

1905, 1906 e 1911 ha cantato al Teatro di Pistoia;
1906
- Sabato 25 agosto - Bergamo (Teatro Gaetano Donizetti) - La bohème - Ruoli: Benoît e Alcindoro - (Coint.: Luisa Bianco Tamagno (Mimì), Adalgisa Minotti (Musetta), Alessandro Ravazzolo (Rodolfo), Francesco Federici (Marcello), Antonio Pini Corsi (Schaunard), Lodovico Contini (Colline) - Dir. Giovanni Zuccani) - 2 rec.;

1907 e 1914 ha cantato al Teatro Alfieri di Asti;
1911
- 2 febbraio - Cesena - Stagione di Carnevale - La Débacle (di A.Masacci), prima Rappresentazione assoluta - Ruolo: Il Conte Enrico di Clermont - (Coint.: Jole Massa (Velia), Giovanni Genzardi (Il Conte Riccardo), Silvio D'Arles (Il Capitano Gilbert) - Dir. A.Masacci) - 10 Rec.;
- 16 febbraio - Cesena - Idem - Werther (di Jules Massenet) - (Coint.: J.Massa, Maria Gradini, G.Genzardi, S.D'Arles - Dir. R.Barattani) - 8 Rec.;
- 15 e 17 aprile - Parma (Teatro Reinach) - Rappresentazione straordinaria - Il matrimonio segreto (Domenico Cimarosa) - Ruolo: Geronimo - (Coint.: R. Thrull Reinach, Jole Massa, T.Farelli Bovi, E.Molinari, G.Paganelli - Dir. A.Bovi);
- 22 aprile - Bergamo Teatro Donizetti - Il matrimonio segreto - Ruolo: Geronimo - (Coint.: Jole Massa (Carolina), Tina Farelli (Fidalma), Rita Thrul Reinach (Elisetta), Luigi Marconi (Paolino), Enrico Molinari (Conte Robinson) - Dir. Arturo Bovi) 1 Rec.;
- estate - Modena - Rappresentazione straordinaria - Il matrimonio segreto;
- estate - Mantova - Rappresentazione straordinaria - Il matrimonio segreto;
- estate - Venezia (Teatro?) - Rappresentazione straordinaria - Il matrimonio segreto;
- estate - Verona (Teatro?) - Rappresentazione straordinaria - Il matrimonio segreto;
- estate - Cesena - Rappresentazione straordinaria - Il matrimonio segreto (D. Cimarosa) - (Coint.: G.Grazioli, J.Massa, T.Farelli, G.Paganelli, Enrico Molinari (Conte Robinson) - Dir. A.Bovi) - 1 recita;
- 24 e 25 giugno - Pisa (Teatro Verdi) - Il matrimonio segreto - Ruolo: Geronimo - (Stesso cast) - 2 recite;
- 4 novembre - Bologna (Teatro Comunale) Il matrimonio segreto - Ruolo: Geronimo - (Coint.: Lucrezia Bori, Giuseppe Armanini, Giuseppe Quinzi Taberzi, Margherita Benincori, Giuseppe Cirino - Dir. A.Bovi) - 9 Rec.;

1913
- 7 ottobre - Rovigo (Teatro Sociale) - Werther (di J.Massenet) - Ruolo: Borgomastro - (Coint.: U.Macnez, G.Lussardi, Giulia Tess - Dir. Giulio Falconi);
- 18 novembre 1911 - Bologna (Teatro Comunale) - Boris Godunov - In Italiano - Ruolo: Varlaam - (Coint.: Eugenio Giraldoni (Boris Godunov), Margherita Benincori (Xenia), Lina Mengaldo (nutrice, ostessa), Sara Fidelia Solari (Marina), Augusta Rapetti (Teodoro), Romeo Boscacci (Vassili Ciuisky e l'Innocente), Alberto Dardani (Dimitri), Edmondo Orlandi (Missail, un boiardo), Galileo Parigi (Andrej Celkalov, Cerniakovsky), Giulio Cirino (Pimen), Domenico Casadio (Lovitziki e Nikitich), Colombo Stagni Terzi (Crushov) - Dir. Rodolfo Ferrari);

1914
- 5 dicembre - Reggio Emilia (Teatro Municipale) - Werther - (Coint.: U.Macnez, G.Lussardi, G.Tess - Dir. G.Falconi);

1915 ha cantato a Genova al Politeama Genovese e d'estate, in luglio, al Lido d'Albaro;
1916
- 28 e 29 giugno - Parma, al Teatro Reinach - Werther - (Coint.: G.Giorgi, G.Novelli, I.Bergamaschi, Antonio Prati, E.Nicolicchia, I. Mion - Dir. A.Boccolini (28) e E.Bernardelli (29);
- 5 luglio - Reggio Emilia (Teatro Municipale) - Werther - (Coint.: Giuseppe Giorgi, Giovanni Novelli, Ida Bergamasco, Irma Mion - Dir. Schiavoni);
- 1º novembre - Bologna (Teatro Comunale) - La Bohème - Ruoli: Benoit e Alcindoro - (Coint.: Giuseppe Krismer (Rodolfo), un giovane Alessandro Bonci (Parpignol, un venditore)), Linda Cannetti (Mimì), Anafesto Rossi, Taurino Parvis, Vincenzo Bettoni - Dir. Gino Marinuzzi);
- 16 dicembre - Torino (Teatro Regio) - La Bohème - Ruoli: Benoit e Alcindoro - (Coint.: Giuseppe Krismer (Rodolfo), E.Cervi-Caroli (Mimì), Elisa Marchini (Musetta), Alessandro Bonci (Parpignol, un venditore), Taurino Parvis (Marcello), Alfredo Gandolfi (Schaunard), Ernesto Badini (sergente), Vincenzo Bettoni (Colline) - Dir. Leopoldo Mugnone);

1918
- 31 marzo - Montecarlo (Salle Garnier del Thèatre du Casino - L'Opèra) - Il Barbiere di Siviglia (di G. Paisiello) - Ruolo: Don Bartolo - (Coint.: Graziella Pareto (Rosina), Tito Schipa (Almaviva), il baritono Chalmin (Figaro e Lo svegliato) e il basso Battori (Don Basilio) - Dir. Léon Jehin - Prima dell'opera di Paisello a Montecarlo (Principato di Monaco);

1920
- Primavera - Como (Teatro Sociale) - Il Barbiere di Siviglia (di G.Rossini) e L'Africana (di G.Mayerbeer) - (Coint.: Angelo Pintucci, Carlo Albani, Merope Violi, Nadine Legat, Irma Zappata, Beta Jullian, Francesco Bonini, Franco Castellaneta, Silvio Seri, Juan Booch, Antonio Fossati - Dir. Giuseppe Mazzone).

## Incisioni discografiche
- Prima registrazione completa dell'opera Tosca di Giacomo Puccini

Interpreti: Valentina Bartalomari (Tosca), Attilio Salvaneschi (Cavaradossi), Adolfo Pacini (Scarpia), Ubaldo Ceccarelli (il Sacrestano), Guido Fernandez (Angelotti, Sciarrone e un Carceriere), Gaetano Mazzanti (Spoletta) - Dir. Carlo Sabajno - Grand Orchestra Sinfonica di Milano e Coro - Incisione su Dischi 78 giri etichetta nera, Società Nazionale del Grammofono La Voce del Padrone, dischi:
- S (5702, 5704, 5706, 5708, 5710, 5712, 5714, 5716, 5718, 5720, 5724 (12x12) e
- R (701, 5709, 5713, 57121) (4x10)

Registrata dal 7 ottobre al 14 novembre 1919, e in catalogo dal 1920.
- Madama Butterfly di Giacomo Puccini

Interpreti: Ottavia Giordano (Cio-Cio-San), Ginevra Amato (Suzuki), Santo Santonocito (Pinkerton), Vittoria Pollastri (Kate), Adolfo Pacini (Sharpless), Carlo Gislon (Goro), Ubaldo Ceccarelli (Bonzo, Yamadori, un Ufficiale) - Dir. Carlo Sabajno - Incisione su Dischi 78 giri, The High Master Voice. Incisione molto rara registrata dal maggio al giugno 1921.